# Muscida
|  | No s'ha de confondre amb Muscida; per a l'altres estrelles conegudes com a Muscida vegeu: π¹ Ursae Majoris o π² Ursae Majoris.. |

Muscida (Òmicron de l'Ossa Major / ο Ursae Majoris) és un estel situat a la constel·lació de l'Ossa Major; la seva magnitud aparent és +3,36. El seu nom, un dels pocs provinents del llatí, significa «musell», sent també utilitzat per designar a π¹ Ursae Majoris i π² Ursae Majoris.
Muscida és una estrella gegant groga de tipus espectral G5III amb una temperatura superficial de 5.157 K. La seva lluminositat és 140 vegades major que la del Sol i té un radi 15 vegades més gran que el radi solar. El seu espectre mostra una metal·licitat similar a la del Sol i, com altres gegants, gira lentament sobre si mateixa, emprant fins a 250 dies a completar una volta completa. Amb una massa tres vegades major que la del Sol, Muscida va començar la seva vida fa aproximadament 360 milions d'anys com un estel blau calent; actualment travessa l'anomenada «Llacuna de Hertzsprung», una secció del diagrama de Hertzsprung-Russell amb molt pocs estels —hom pensa que els estels travessen aquesta secció en molt poc temps en comparació de la seva vida total. És a més un estel variable la lluentor del qual varia entre magnitud +3,3 i +3,8.
Muscida té una tènue companya de magnitud 15 a 7,1 segons d'arc. És una nana roja de tipus M1 i està separada de Muscida almenys 400 ua. Atès que el període orbital és, com a mínim, de 4.100 anys, no s'ha pogut observar moviment orbital. Ambdós estels s'hi troben a 185 anys llum del sistema solar.

## Sistema planetari
El 2012 es va trobar un planeta extrasolar designat Òmicron Ursae Majoris b i que orbitava la primària a 3,9 unitats astronòmiques. Aquest gegant gasós (4,1 vegades més massiu que Júpiter) completa una òrbita en 1.630 dies.